# Herb gminy Janów Podlaski
Herb gminy Janów Podlaski – symbol gminy Janów Podlaski.

## Wygląd i symbolika
Herb przedstawia na tarczy w polu czerwonym złoty kielich ze srebrną hostią u góry, po bokach złote, sześcioramienne gwiazdy.